# Platja de les Salines (Cubelles)

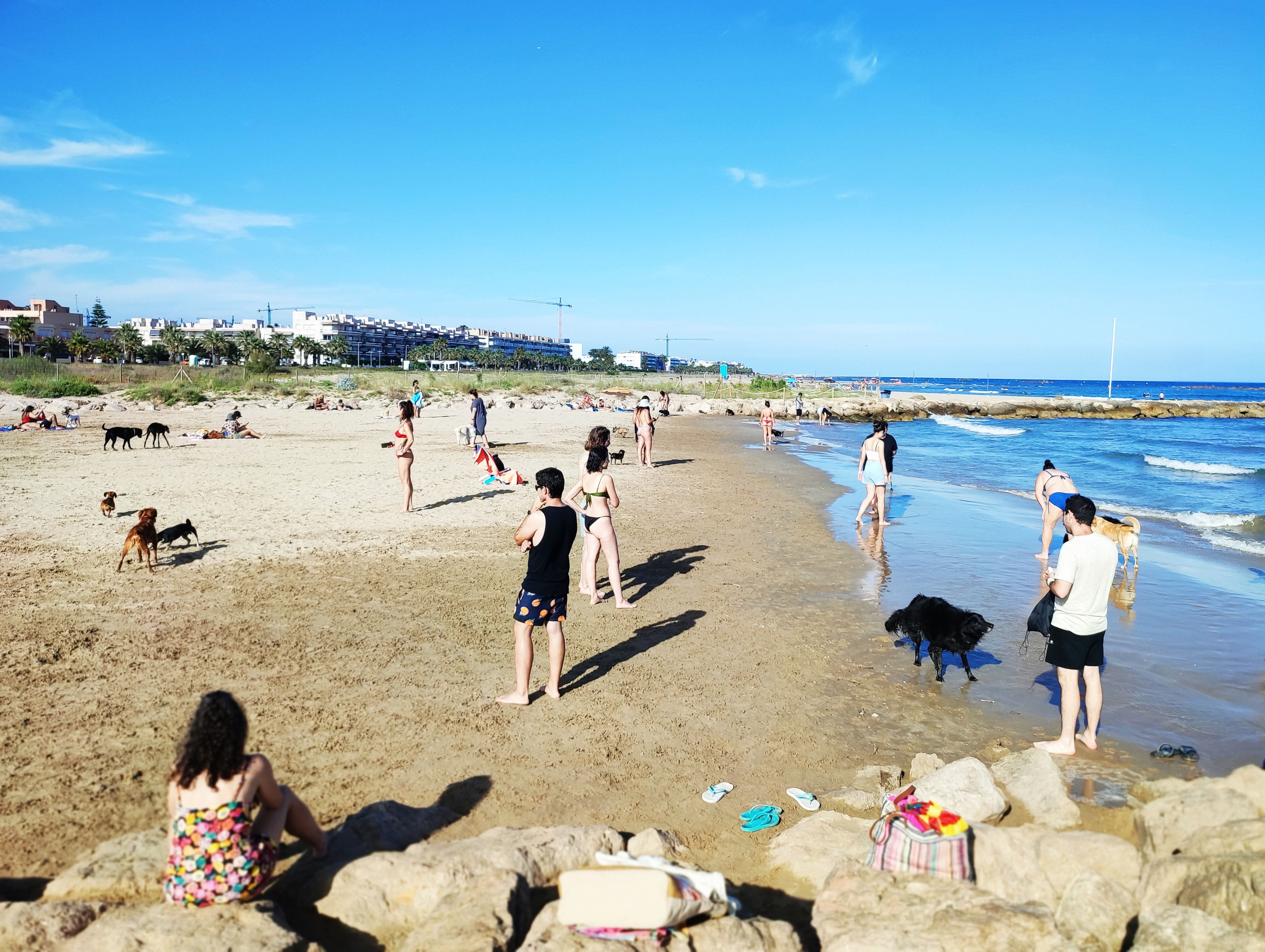
Platja de les Salines, zona de gossos

La platja de les Salines és una platja urbana del municipi de Cubelles (Garraf), protegida per espigons, que limita al nord-est amb la platja de la Mota de Sant  Pere i al sud-oest amb la dàrsena de Cubelles, que la separa de la platja de les Gavines. Orientada al sud-sud-est, té una longitud de 450 metres i una amplada mitjana de 50 metres, formada per sorra fina, amb un pendent d'entrada a l'aigua suau. A la zona posterior hi ha un cordó dunar amb rereduna. Té una zona habilitada on s'accepten gossos durant tot l'any. Disposa de vigilància, equip de socorrisme i dutxes públiques.
L'Agència Catalana de l'Aigua efectua un control quinzenal de la qualitat de l'aigua, durant la temporada de bany, amb el resultat d'excel·lent.